# هاياتو ديراياما
هاياتو ديراياما (باليابانية: 照山 颯人) (مواليد 28 أغسطس 2000) هو لاعب كرة قدم ياباني.

## وصلات خارجية
- هاياتو ديراياما على موقع رابطة كرة القدم اليابانية للمحترفين (اليابانية)
- هاياتو ديراياما على موقع قاعدة بيانات كرة القدم.إي يو (الإنجليزية)
- هاياتو ديراياما على موقع Soccerway.com (الإنجليزية)
- هاياتو ديراياما على موقع عالم كرة القدم.نت (الإنجليزية)